# Mexico (Missouri)
Pour les articles homonymes, voir Mexico (homonymie).
La ville de Mexico est le siège du comté d'Audrain, dans le Missouri, aux États-Unis. En 2012, elle comptait 11 551 habitants.